# Perneszy István

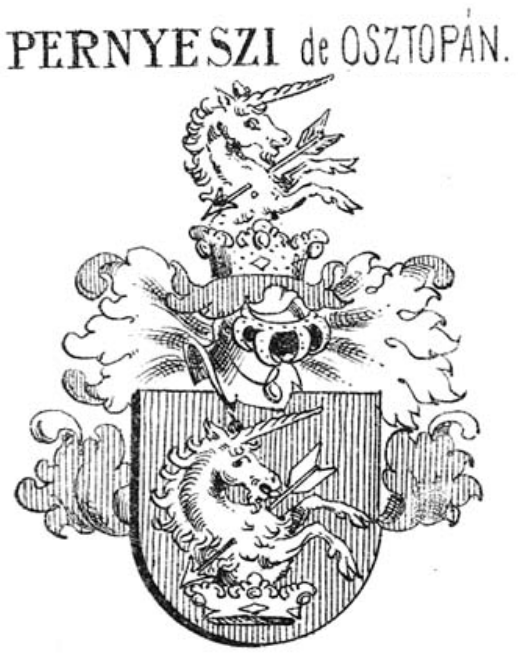
Az osztopáni Perneszy család címere.

Osztopáni Perneszy István (fl. 1647–†1663), a zalalövői véghely főkapitánya 1651 és 1671 között, zalai és somogyi földbirtokos 17. század második felében. 

## Élete
Az ősrégi és vagyonos osztopáni Perneszy család sarja. Édesapja osztopáni Perneszy Ferenc (fl. 1606-†1651), zalalövői várkapitány, Zala vármegye alispánja, földbirtokos, édesanyja szombathelyi és rajkai Zombathely Zsófia volt. Az apai nagyszülei osztopáni Perneszy János (fl. 1577-1606), a kanizsai vár lovaskapitánya, Zala vármegye alispánja, a zalalövői várkapitány, földbirtokos és pákosi Paksy Katalin (fl. 1599) voltak. Az anyai nagyszülei szombathelyi és rajkai Zombathely György (fl. 1590– 1636), a magyar királyi kamarának a tanácsosa, Moson vármegye alispánja 1606 és 1612, földbirtokos valamint vizkeleti Vizkelethy Ilona (fl. 1622) voltak. Az anyai nagyanyai dédszülei vizkeleti Vizkelethy Jakab (fl. 1554–1580), a királyi kancellária jegyzője, földbirtokos és rávonyi Rávonyi Zsófia (fl. 1559–1580) voltak; Vizkelety Jakab kancelláriai jegyzőnek a fivére, vizkeleti Vizkelethy György (fl. 1554–1571), Dobó István erdélyi vajdának a titkára, földbirtokos volt. Vízkelethy György, Jakab és Tamás 1569. július 15 Miksa magyar királytól nemesség megerősítést és címert szerzetek adományban.
Fiatal korától Perneszy István gróf Batthyány I. Adám familiárisa volt és 1647-től apja nyomdokában a Kanizsa ellen vetett végek láncolatában fekvő zalalövői erősség kapitánya is lett. 1651. december 20-án, Ányos Ferenccel együtt birtokadományban részesült III. Ferdinánd magyar királytól Pozsony vármegyében. Apja halála után ő lett hivatalosan a zalalövői véghely főkapitánya; a tisztséget 1651 és 1671 között töltötte be. 1653-ban Perneszy István lövői kapitány 20 lovas fogadására kapott pénzt és posztót a főkapitánytól. Perneszy István, az apjához hasonlóan gyakran vett részt különféle, a végvárak ügyeit érintő küldetésekben, ahogy például 1654-ben történt, amikor Lövő kapitányaként utazott Bécsbe a Haditanácshoz, hogy a végváriak hátra maradt zsoldja ügyében tárgyaljon. 
Perneszy István kapitánysága alatt érte el a vár legnagyobb számú királyi fizetésű haderejét, a katonai számát 20 főről 40 főre emelték. Perneszy István még a télen megkapta a kért friss sereget, mert az 1654 februárjában Egerszegen tartott mustrán már 40 lovassal jelent meg. A fizetés azonban ekkor sem zajlott le zökkenőmentesen. 1654 tavaszán ismét nézeteltérésbe keveredett, ekkor a szomszédos kis várnak, Magyarósdnak kapitányával, nádasdi Darabos Gáspárral, akinek három jobbágya a lövői hadba kéretőzött szolgálatra. 1654-ben készíttetett egy új bástyát Perneszy István, de ez a bővítés nem biztos, hogy elegendő hellyel szolgált a megduplázódott végvári seregnek. 1655. augusztus 10-én Perneszy István levelet írt Lövőről gróf Batthyány Ádámnak, amelyen megkérte, hogy szigorúan büntesse meg a hássagyi lakókat, mivel ezek nem adtak hírt a török jöveteléről. 1656. november 3-án ismét értesíti Batthyányt a történtekről: a török Boncodföldén és Bagodban járt, a helybeliek mégsem adtak hírt róla, holott a híradást Bathhyány pátens rendelte el; ekkor 6 asszonyt és gyermeket, hódolatlanokat vitt el a török. Több neves katona harcolt a lövői várban Perneszy István kapitánysága alatt; az egyik például, nemes Farkas Mihály, törökverő hadnagy, a boldogfai Farkas család alapítója, akörül fegyverrel szolgált az erődítményben. 1658-ban ismét Bécsben járt és a Dunántúlon tartózkodó Batthyány Ádámnak intézett levelet. 1659-ben Perneszy teljes praedialis birtokrészét kozmadomjani és jahonyi praediumokban 100 tallérért örök jogon eladta szenttamási Bertalan Györgynek.
Perneszy Borbála Csány György özvegye, öregségében és elhagyottságában, testvérétől, Perneszy Istvántól 50 tallért vett fel. Ezzel, a teljes zalalövői várrészét, továbbá a salomvári szőllő a hegyjogot, Malomhoz nevű malomrészét nevezett testvérének zálogosította el. 1661. augusztus 5-én gróf Batthyány Kristóf intézett egy levelet Lobkovitzhoz, amelyen tudósította, hogy Perneszy Istvánt és egy szolgáját követségben Bécsbe küldi. 1663-ban elhalálozása következett be; leányai, Perneszy Zsófia, Justina és Anna Juliánna zsenge korban voltak még és ezért atyjuk testvérbátya Perneszy János lett a gyámja.

## Házassága és leszármazottjai

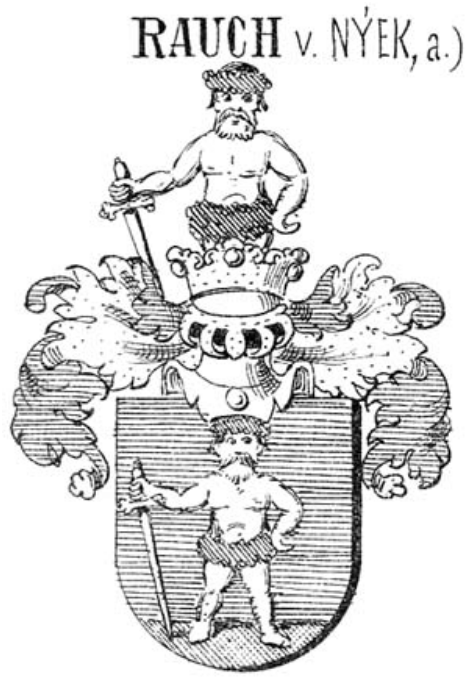
A nyéki Rauch család címere

Perneszy Istvánnak a felesége nyéki Rauch Zsuzsanna (fl. 1657), akinek a szülei nyéki Rauch Dániel (fl. 1613–1663), kamarai főharmincados, földbirtokos és Fürnberg Anna Jusztina (fl. 1657). A nyéki Rauch családnak a nemességét illetve családi címerét pedig ősapja Rauch Levin nagyszebeni polgár 1557. május 28-án I. Ferdinánd magyar királytól szerezte meg. Házasságakor a tehetős Rauch Zsuzsanna 3000 forintot és 1000 forint értékű ékszert, ruházatot, fehérruházatot kapott. Házasságukból egyetlenegy fiú- valamint több leánygyermek született: 
- osztopáni Perneszy Ferenc (fl. 1675–1684), aki 1675 és 1683 között a lövői véghely főkapitánya volt. Perneszy Ferenc és leszármazottjai nem örökölték a család hatalmas több ezer holdas és több száz jobbágyas birtokállományát; leánytestvérei és férjei lettek családi vagyon örökösei. Később, Csapody István révén, a barkóczi Rosty család és a boldogfai Farkas család tagjai örököltek több földbirtokot a 18. század elején. Felesége: felsőkáldi Káldy Rebeka, béri Balogh István (†1678) özvegye.
- osztopáni Perneszy Anna Julianna (fl. 1657–1715). Eső férje: vizeki Tallián Gergely (fl. 1662–1678), soproni harmincados. Második férje: idősebb nagyszarvi Babocsay Ferenc veszprémi főkapitány.
- osztopáni Perneszy Zsófia (fl. 1651–1702). Férje: a zalalövői Csapody család sarja, zalalövői Csapody István (†1703), győri lovas alparancsnok, aki az utolsó zalalövői várkapitány volt.
- osztopáni Perneszy Jusztina (fl. 1694). Férje: nemes Vukovics Mihály, földbirtokos. Lányuk Vukovics Éva, bodorfalvi Baranyay Péter felesége, zalalövői birtokosok.